# Staatliches Jüdisches Museum Gaon von Vilnius

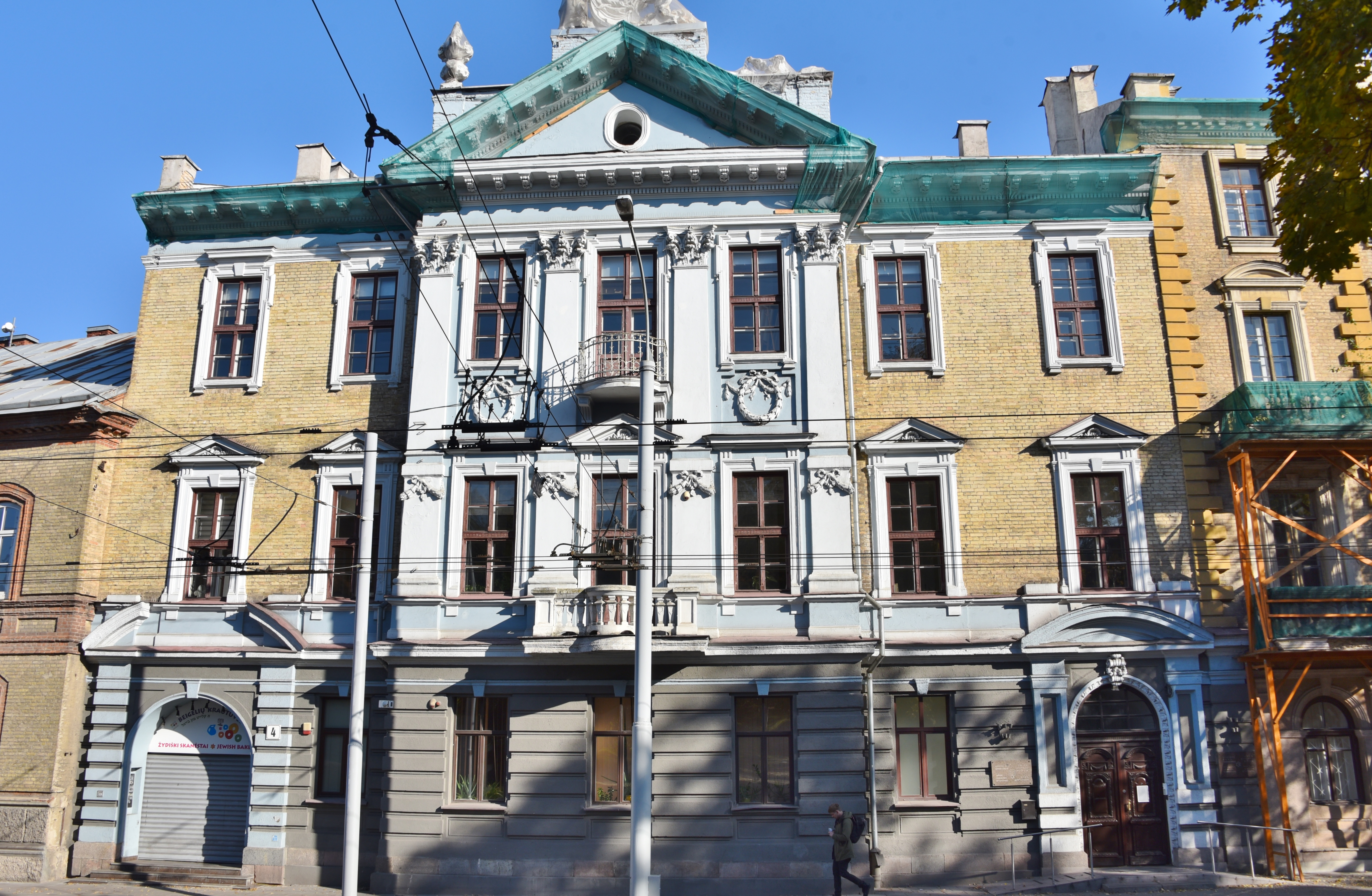
Sitz des Staatlichen Jüdischen Museums Gaon von Vilnius im Haus der Jüdischen Gemeinde Litauens

Staatliches Jüdisches Museum Gaon von Vilnius
(litauisch Valstybinis Vilniaus Gaono žydų muziejus, VVGŽM, deutsch Jüdisches Gaon-von-Vilnius-Museum, jiddisch דער ווילנער גאון מלוכהשער יידישער מוזיי) ist ein Museum und eine Institution, die sich mit der Kultur und Tradition der litauischen Juden (jiddisch Litwaks) beschäftigt. Sie hat ihren Sitz in der litauischen Hauptstadt Vilnius, wurde 1989 gegründet, und betreibt mehrere Museen.

## Geschichte
Das erste Jüdische Museum in Vilnius wurde bereits 1913 von einer Gesellschaft der Liebhaber der jüdischen Antike (litauisch Žydų senovės mėgėjų draugija) errichtet. Sein Bestand wurde durch den Ersten Weltkrieg unterbrochen. Doch bereits 1919 fand eine Wiederbelebung der Institution durch Salomon An-ski (1863–1920) statt. Nach An-skis Tod wurde das Museum nach ihm benannt.
Nach der Annexion von Vilnius durch Polen im selben Jahr setzte die Jüdische Historische und Ethnographische Gesellschaft (litauisch Žydų istorijos ir etnografijos draugija Lietuvoje) ihre Arbeit in der provisorischen Hauptstadt Kaunas fort und gründete dort 1931 ebenfalls ein Jüdisches Museum. Der Fundus des Museums in Vilnius wuchs bis zum Ausbruch des Zweiten Weltkriegs auf etwa 3000 Kunstobjekte und 6000 Bücher an, weiters wurden tausende Dokumente und Fotografien gesammelt sowie wertvolle Urkunden. Es bestand bis zur Invasion der NS-Truppen im Jahr 1941. Nach der Annexion Litauens im Jahr 1940 durch die Sowjetunion wurde das Museum dem Volkskommissariat für Erziehung unterstellt, im Mai 1941 der Sowjetisch-Litauischen Akademie der Wissenschaften.
Im September 1941 begannen Mitarbeiter des Einsatzstabs Reichsleiter Rosenberg ihre Tätigkeit in Litauen. Es handelte sich um eine NS-Rauborganisation für Kulturgüter aller Art, insbesondere Bücher, Urkunden und Dokumente. Sie plünderten die bestehenden Museen und transportierten die Kunstschätze nach Deutschland ab. Einige Juden von Vilnius konnten unter Lebensgefahr zumindest einige Wertgegenstände im Ghetto verstecken.
Bereits im 2. Halbjahr 1944 konnte in Vilnius ein neues Jüdisches Museum gegründet werden, anfangs untergebracht in der Wohnung des Museumsdirektors, des Schriftstellers Schmerl (Szmerke) Kaczerginski. Es wurde zum spirituellen Zentrum der kleinen Gemeinde von Holocaustüberlebenden, musste jedoch 1949 geschlossen werden, da sich zu dieser Zeit der Stalinismus zur Unterdrückung der jüdischen Kultur entschloss. Stalin fürchtete den Einfluss der zwei Millionen Juden in seinem Herrschaftsbereich und wollte die Ausbildung einer eigenen jüdischen Identität auf jeden Fall verhindern.
Im Rahmen der Perestroika wurde Ende der 1980er Jahre eine Neugründung des Jüdischen Museum ermöglicht. Im Grünen Haus wurde die Holocaustausstellung eingerichtet und der Bau in der Naugarduko gatvę 10/2 wurde 2001 durch die Architekten Victoria Sideraitė Alon und Leonidas Merkinas (1948–2017) komplett saniert und für Ausstellungs- und Veranstaltungszwecke adaptiert. Den Namen Gaon von Vilnius trägt die Einrichtung seit 1997, anlässlich seines 200. Todestages.

## Einrichtungen

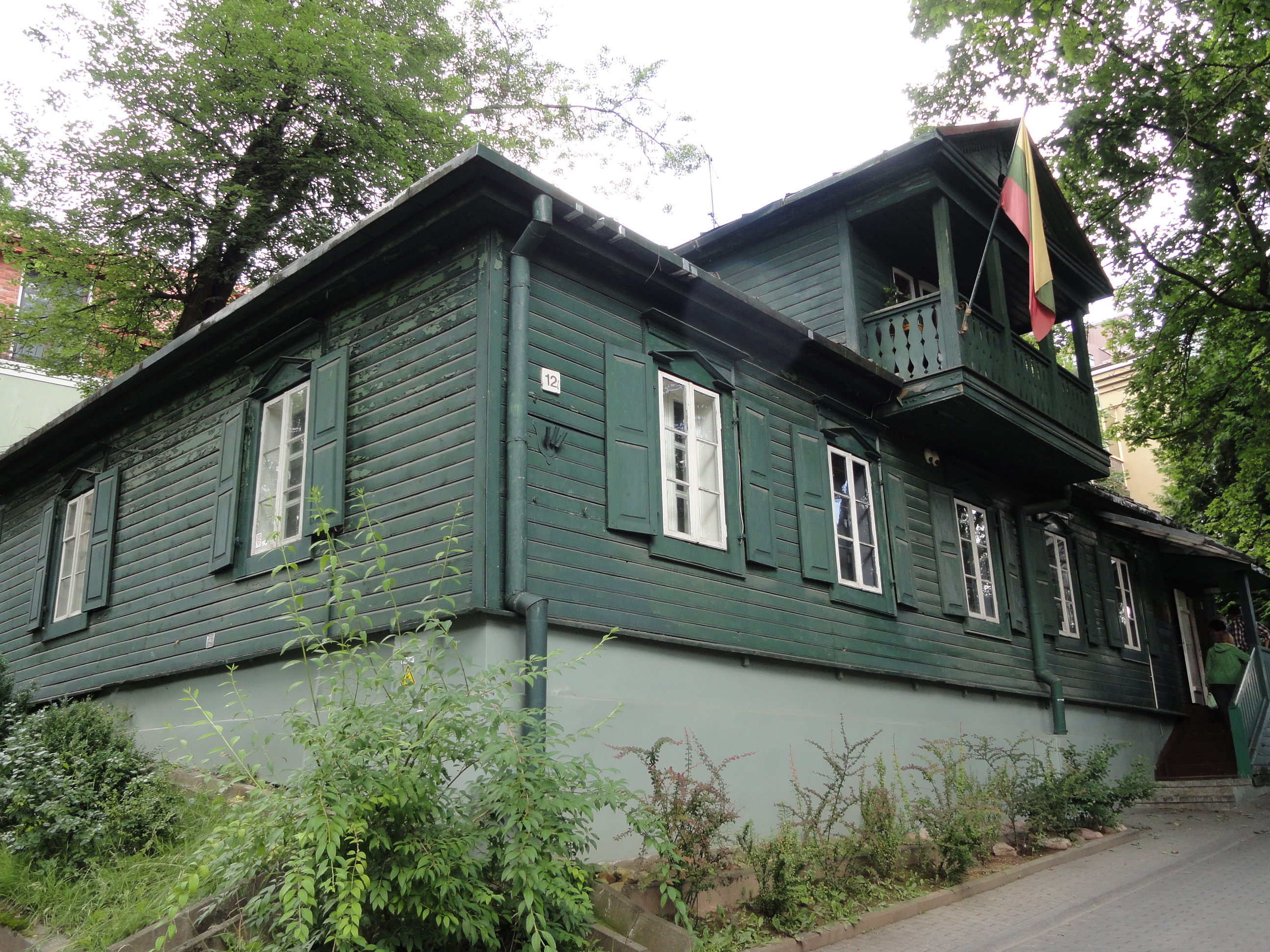
Grünes Haus

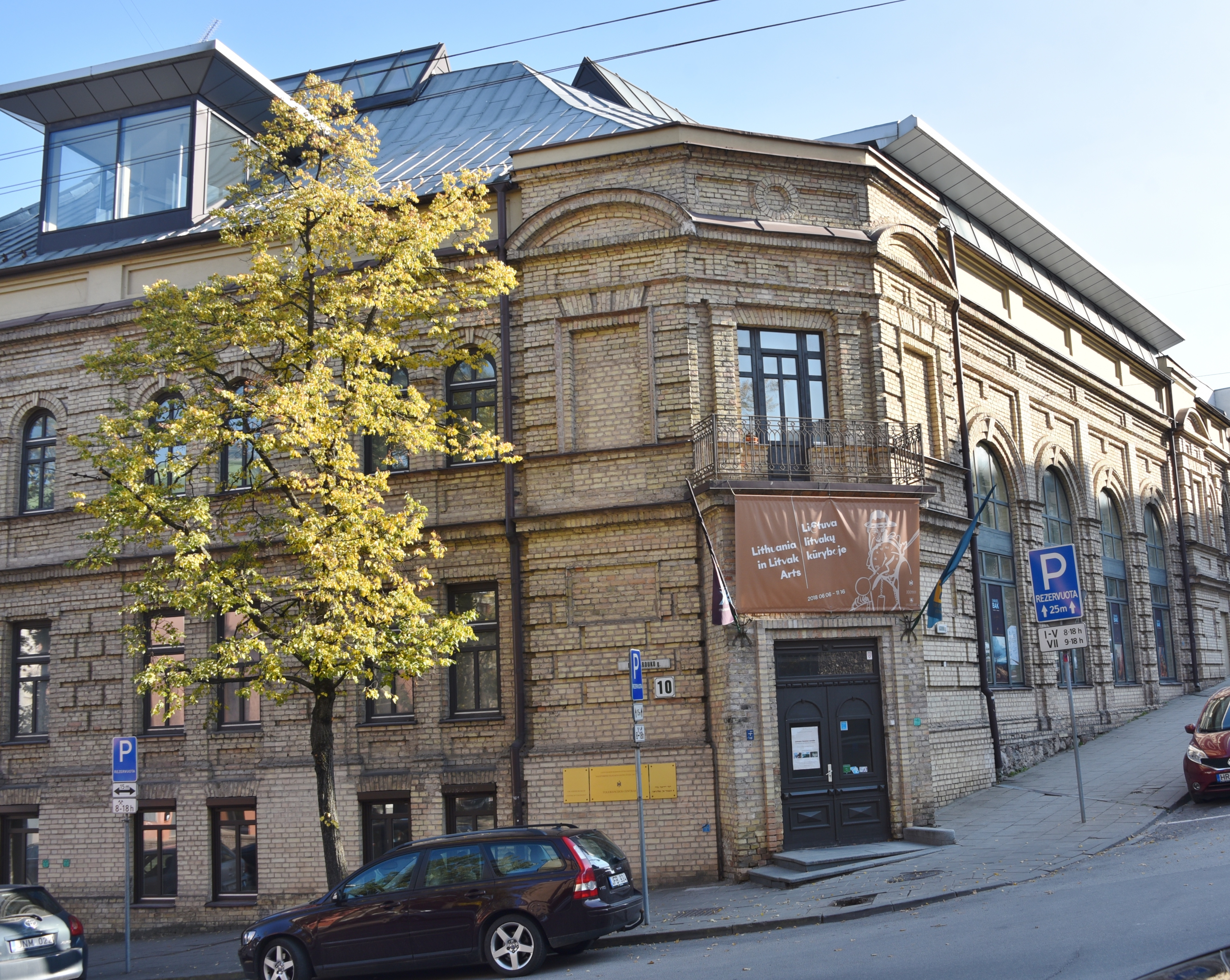
Zentrum für Toleranz

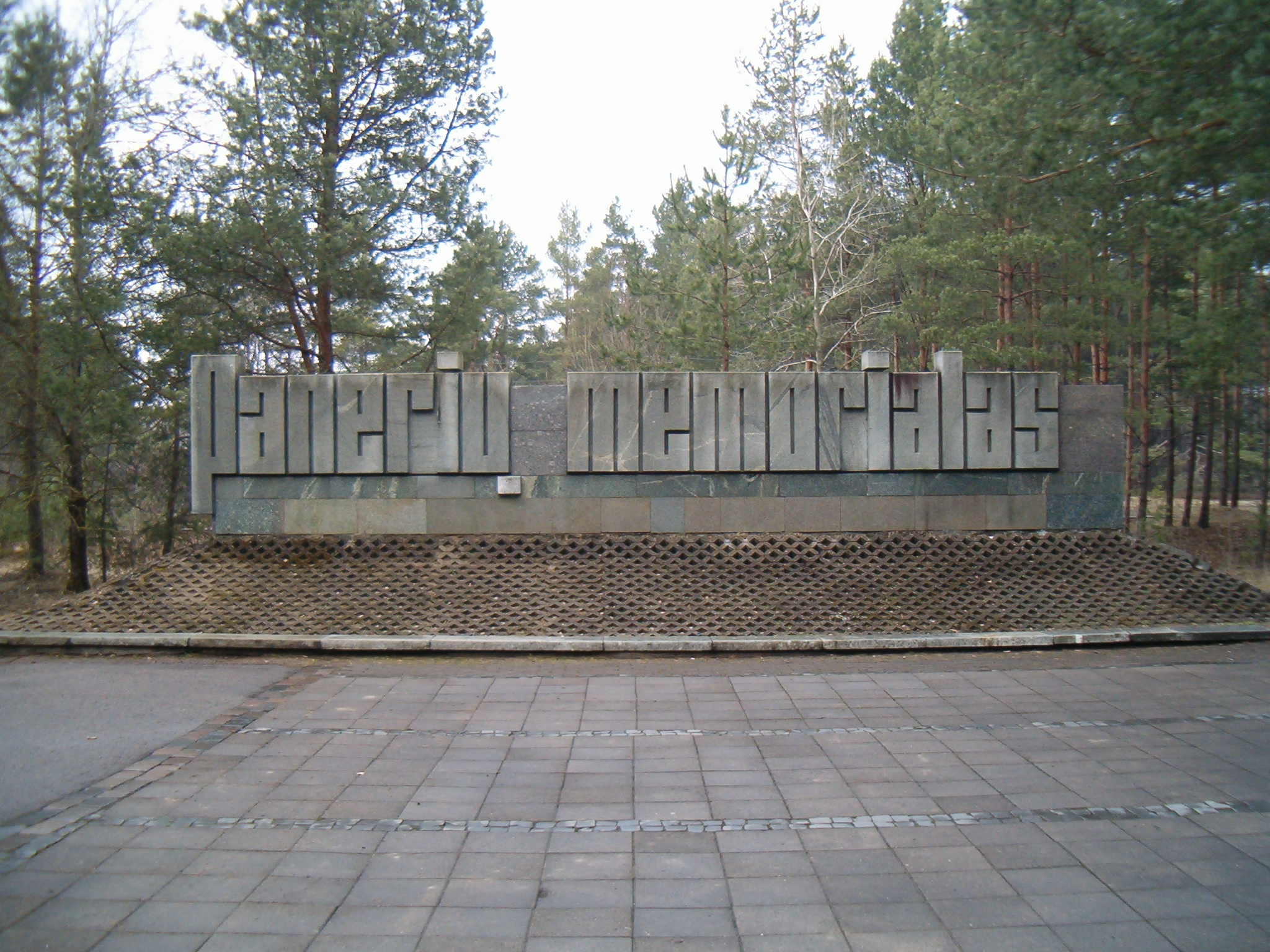
Paneriai Memorial

Das Staatliche Jüdische Museum Gaon von Vilnius besteht aus folgenden Einrichtungen:
- Die Holocaustausstellung (litauisch Holokausto ekspozicija) befindet sich im sogenannten Grünen Haus in der Pamėnkalnio gatvė 12 (). Das Museum wurde 1991 eröffnet und thematisiert die Massenmorde an den Juden von Litauen, das Ghetto von Vilnius, das Massaker von Ponary und die litauische Beteiligung aber auch die Rettungsversuche während der NS-Besatzung. In einer malina, einem unterirdischen Versteck, sind Auszüge der Tagebücher von Yitskhok Rudashevski zu hören. Die Ausstellung im Grünen Haus wurde unter anderem von Rachel Kostanian und Rachel Margolis aufgebaut; Kostanian leitete es dann über zwanzig Jahre lang.
- Das Zentrum für Toleranz (litauisch Tolerancijos centras) mit dem Samuel Bak Museum im Zentrum von Vilnius in der Naugarduko gatvę 10/2 (), dem früheren jüdischen Theater von Vilnius, wurde 2001[7] eröffnet. Der Theater- und Konzertsaal wurde renoviert. Im Zentrum für Toleranz befindet sich auch eine Dauerausstellung des litauisch-israelischen Malers Samuel Bak, die im Herbst 2017[8] eröffnet wurde.
- Das Museum in der Gedenkstätte Paneriai[9] (litauisch Panerių memorialas ), einer Gedenkstätte für die Opfer des Massakers von Ponary. Im Walde nahe Vilnius, im Ort Aukštieji Paneriai, wurden in den Jahren 1941 bis 1944 über 100.000 Menschen, meist Juden, aber auch Russen, Polen und Litauer, durch deutsche SD- und SS-Truppen erschossen, verscharrt, später exhumiert und verbrannt.

- Das Jacques-Lipchitz-Museum in Druskininkai (litauisch Žako Lipšico memorialinis muziejus ), das Lithographien des litauischen Künstlers zeigte, ist zwecks Renovierung seit geraumer Zeit geschlossen.[10]

- Das Gebäude der Jüdischen Gemeinde Litauens in der Pylimo gatvę 4 (Koordinaten: 54° 41′ 1,7″ N, 25° 16′ 38,4″ O) beherbergt neben administrativen und technischen Abteilungen auch eine Abteilung zum Gedenken an Menschen, die Juden gerettet haben.[11]

In Planung sind (Stand: Februar 2019):
- Ein Museum der Kultur und Identität litauischer Juden (litauisch Lietuvos žydų kultūros ir tapatybės muziejus) im früheren jüdischen Tarbut-Gymnasium in der Pylimo gatvę 4 ().[12]
- Ein neues Holocaust Museum (litauisch Holokausto Lietuvoje ir Vilniaus geto memorialinis muziejus) in der Žemaitijos gatvę 4 (), im Gebäude der früheren öffentlichen Vorkriegsbibliothek „Meficei Haskala“.[13]